# نائو اوموری
نائو اوموری (به ژاپنی: 大森 南朋، Nao Ōmori) (زادهٔ ۱۹ فوریهٔ ۱۹۷۲) هنرپیشه اهل ژاپن است که برندهٔ جایزهٔ بهترین بازیگر نقش مکمل مرد جشنواره فیلم یوکوهاما شده‌است.